# أودريسيليه
أودريسيليه (بالفرنسية: Audresselles) هي بلدية تقع في إقليم باد كاليه من منطقة نور با دو كاليه في شمال فرنسا. تبلغ مساحة هذه المدينة 5.72 (كم²)، وترتفع عن سطح البحر 30 م، يبلغ عدد سكانها 714 نسمة حسب إحصاء المعهد الوطني للإحصاء والدراسات الاقتصادية سنة 2009 م. وترأس Roger Tourret البلدية خلال فترة (2001-2008).